# Tagtshang Lhamo

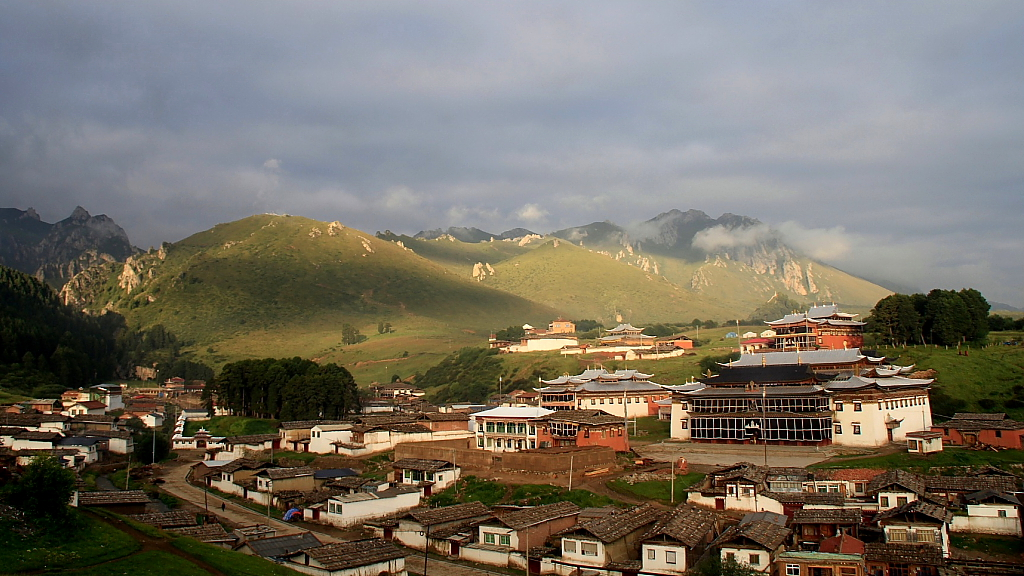
Tagtshang Lhamo

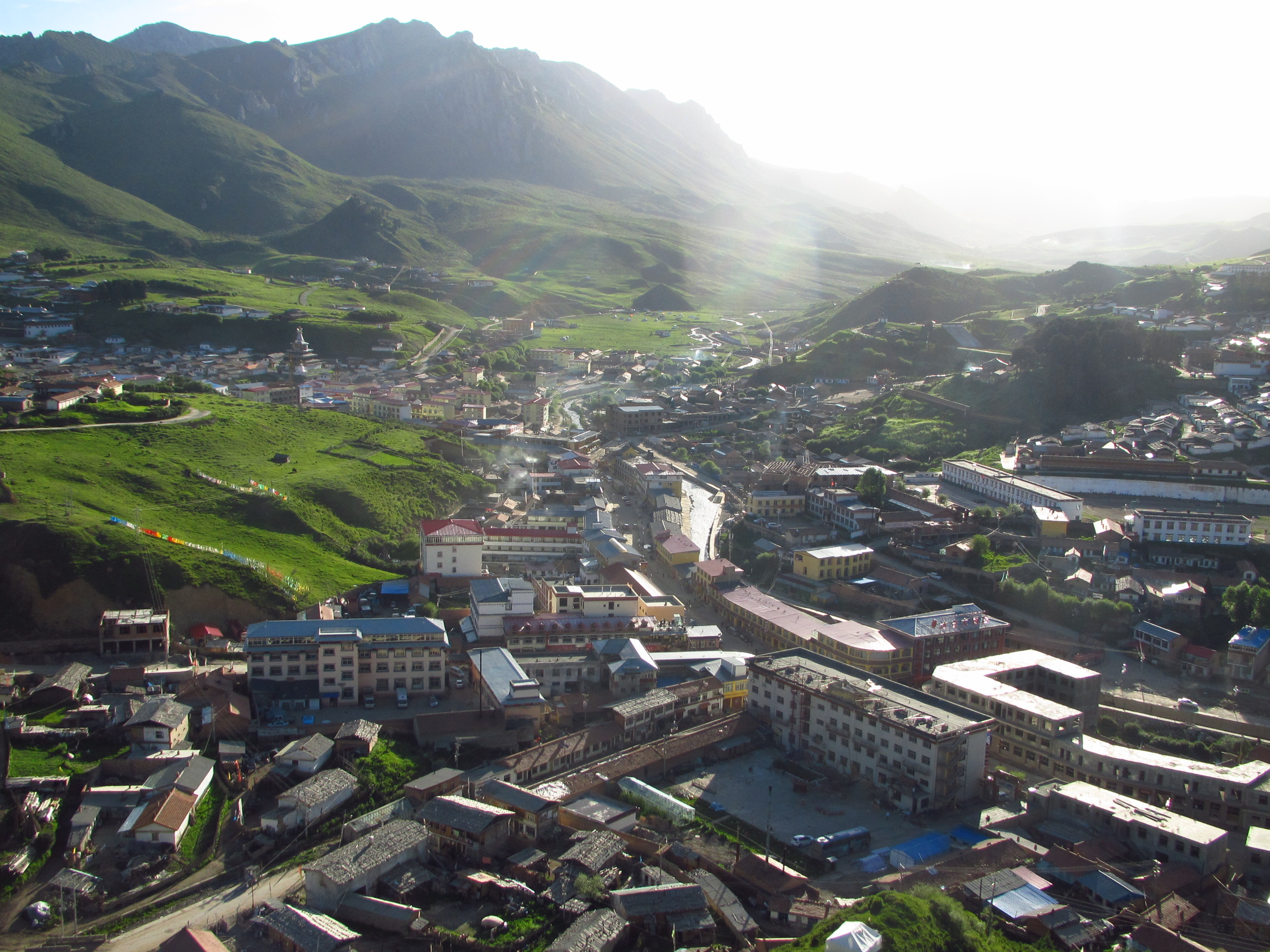
Großgemeinde Langmusi (Gansu rechts, Sichuan links)

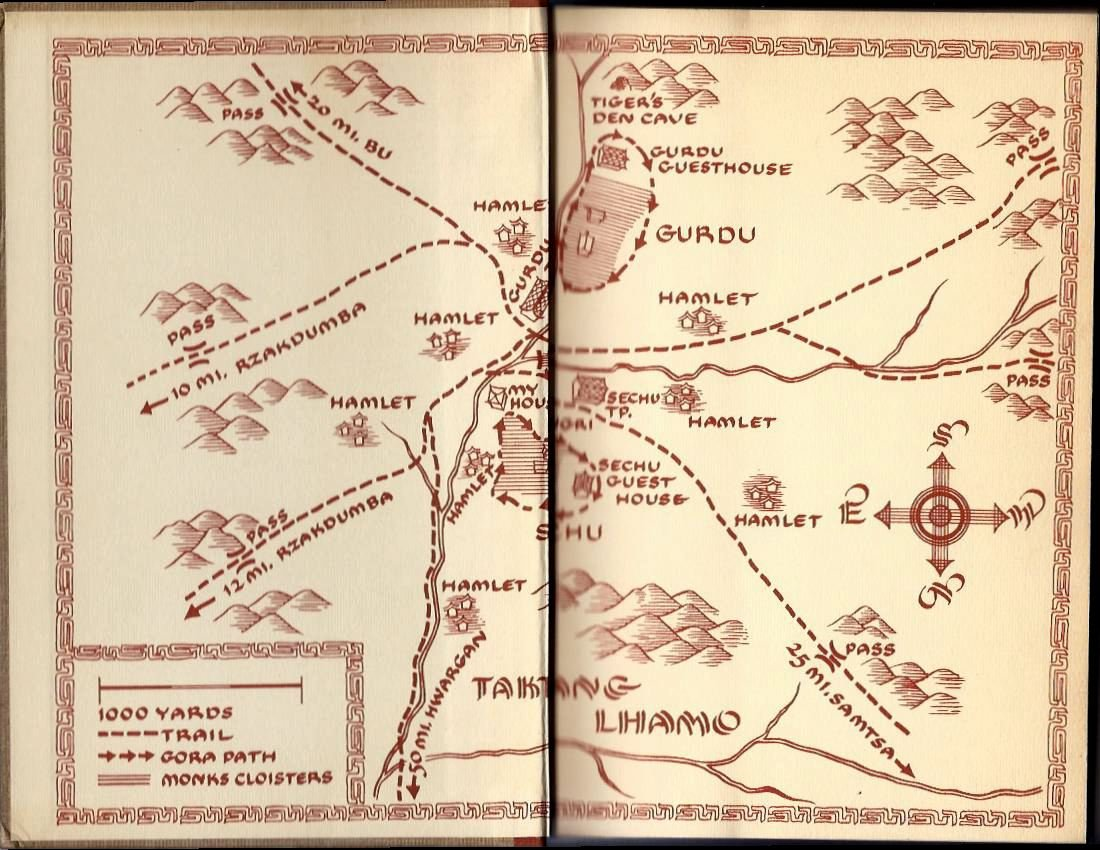
Kartenskizze aus dem Buch Tibetan Skylines

Das Kloster Tagtshang Lhamo (tibetisch: སྟག་ཚང་ལྷ་མོ་, Wylie: stag tshang lha mo, THL: Taktsang Lhamo; chinesisch: 郎木寺; Pinyin: Lángmù sì) ist ein Kloster der Gelug-Schule des tibetischen Buddhismus. Es befindet sich in der nach dem Kloster benannten Großgemeinde Langmusi (郎木寺镇) im Kreis Luqu (Luchu) des Autonomen Bezirks Gannan der Tibeter in der chinesischen Provinz Gansu. Das aus zwei Lamaklöstern bestehende Kloster im Süden Amdos befindet sich an der Grenze der chinesischen Provinzen Sichuan und Gansu.
Das Kloster Tagtshang Lhamo oder Ganden Shedrub Pekar Drölwe Ling (dga’ ldan bshad sgrub pad dkar grol ba’i gling) wurde von Gyeltshen Sengge (rgyal mtshan seng ge), dem 53. Thronhalters von Ganden, gegründet, dessen Reinkarnation Lobsang Gyeltshen Sengge (blo bzang rgyal mtshan seng ge) in der Tsö Thritrül (gtsos khri sprul) -Inkarnationslinie war.
Das Kloster Kirti Namgyel Dechen Ling (kirti rnam rgyal bde chen gling) wurde vom 5. Kirti Lobsang Tenpe Gyeltshen (blo bzang bstan pa'i rgyal mtshan) gegründet, wonach es als Sitz der Kirti-Inkarnationlinie diente. Kirti Gompa ist ein Filialkloster davon.